# Selb
Selb (pronunciación en alemán: /zɛlp/ⓘ) es una ciudad del distrito de Wunsiedel, en la Alta Franconia, Baviera, Alemania. Está situado en las Fichtelgebirge, al borde de la República Checa, 20 km al noroeste de Cheb y 23 km al sudeste de Hof.

## Gente notable
- El esquiador alpino y ciclista de montaña Andreas Strobel nació en Selb.
- El artista de cabaret Richard Rogler nació en Selb.
- El hockey sobre hielo es un deporte popular en esta zona. El equipo local es el "Selber Wölfe".